# Stilbia philopalis
Stilbia philopalis is een vlinder uit de familie uilen (Noctuidae). De wetenschappelijke naam is voor het eerst geldig gepubliceerd in 1852 door Graslin.
De soort komt voor in Europa.